# Kaspar Füger der Ältere
Kaspar Füger (* vor 1521 in Dresden; † nach 1592 ebenda) war ein deutscher evangelischer Pfarrer und Kirchenlieddichter.

## Leben und Werk
Kaspar Füger wurde vor 1521 in Dresden geboren. Er arbeitete als sächsischer Hofprediger in Torgau, später wirkte er als Pfarrer an der Dresdner Kreuzkirche. Nach 1592 starb er dort; sein gleichnamiger Sohn hatte sich einen Namen als Komponist von Kirchenliedern und als Kreuzkantor gemacht.
Sein Weihnachtslied Wir Christenleut habn jetzund Freud (vor 1586) erschien in verschiedenen Kompositionen. Johann Sebastian Bach vertonte einige Strophen in seinen Weihnachtskantaten, nach der Melodie von Johann Crüger, 1653: in Darzu ist erschienen der Sohn Gottes, BWV 40, Unser Mund sei voll Lachens, BWV 110, und als Schlusschoral des dritten Teils des Weihnachtsoratoriums. Das Lied findet sich im  Evangelischen Kirchengesangbuch Nummer 22.